# John McClane
John McClane es un personaje de ficción al que da vida el actor Bruce Willis en la saga Die Hard o Duro de Matar (en España, La jungla de cristal), donde es el protagonista; también aparece como personaje jugable en el videojuego Call of Duty: Black Ops Cold War. Según la revista Empire es el número doce en la lista de los cien mejores personajes de película. Una famosa frase de este personaje es "Yippee-ki-yay, motherfucker", la cual dice siempre antes o después de matar al jefe terrorista de cada película. Esta frase fue adaptada como ''Yippee-ki-yay, hijo de puta'' en España y en Latinoamérica como ''Ahora sabremos quien es el mejor'' hasta la Duro de Matar 4.0 donde se tradujo como ''Yippee-ki-yay, maldito infeliz''.

## Desarrollo y descripción
John McClane se basó en el detective Joe Leland, personaje de la novela de Roderick Thorp Nothing Lasts Forever, junto con otro personaje, Frank Malone, de la novela de Walter Wager 58 Minutes (posteriormente adaptada como Die Hard 2). Además de esto, está inspirado por Harry el Sucio. En Die Hard, el jefe de los terroristas, Hans Gruber (Alan Rickman), lo describe como un "vaquero americano" que se cree John Wayne. 
El matrimonio de McClane está siempre en un constante estado de crisis (hasta que finalmente termina en divorcio), la vigilancia callejera y su desprecio por la autoridad le han puesto en peligro de perder su trabajo más de una vez, además de esto es un fumador empedernido. Su jefe, Walter Cobb (Larry Bryggman), le describe en Die Hard with a Vengeance como a "dos pasos de convertirse en un auténtico alcohólico", a lo que McClane bromea diciendo que "sólo a uno".
El tráiler de Die Hard en Estados Unidos decía "Lo último que quiere McClane es ser un héroe, pero no tiene otra opción". En la cuarta película, él mismo dice que se involucra en situaciones peligrosas "porque no hay nadie más para hacerlo". Por último, en la quinta película es su hijo quien dice esta frase, a lo que él le anima con un "buen chico".

## Representación

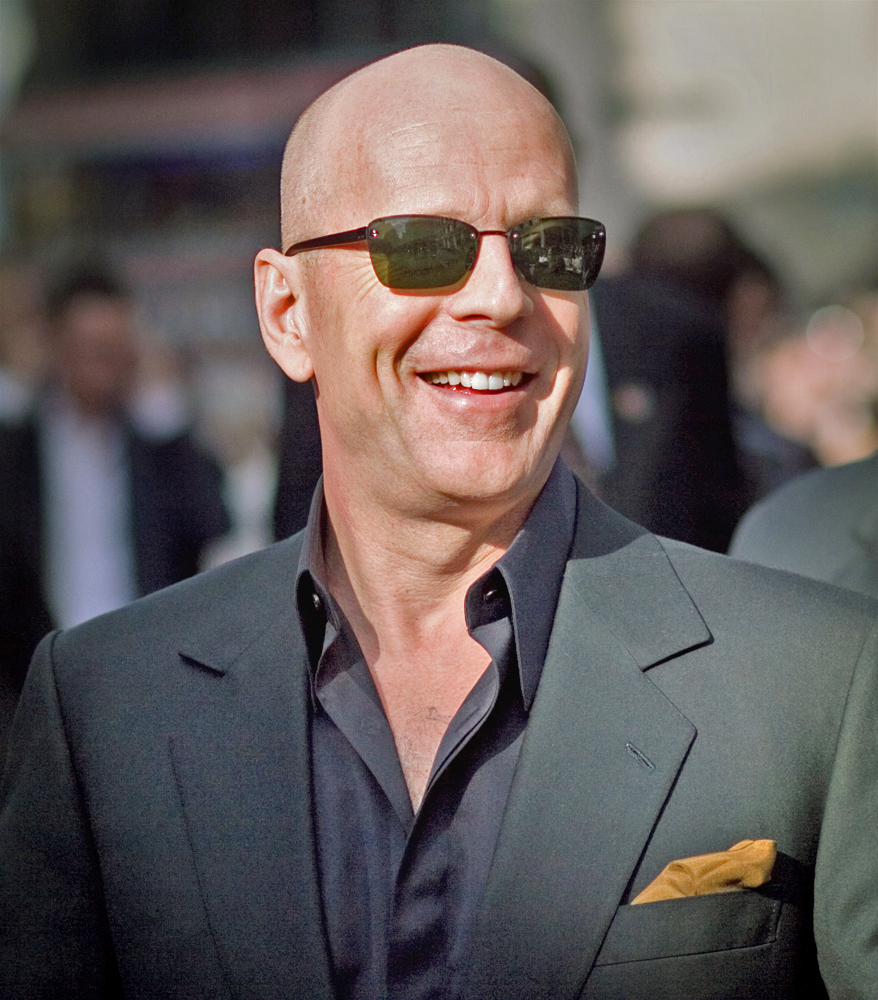
Bruce Willis en la Premiere del Leicester Square en Londres, 2007.

En Die Hard (1988), John McClane es un detective del Departamento de Policía de Nueva York desde hacía once años. Al comienzo de la primera película, está separado de su esposa, Holly Gennaro (Bonnie Bedelia), que está utilizando su apellido de soltera. Holly se mudó a Los Ángeles varios meses antes para seguir una carrera, conduciendo a su separación. Tienen dos hijos, Lucy y John, Jr.
En Nochebuena, McClane visita a su esposa en su puesto de trabajo en Nakatomi Plaza. Al mismo tiempo, Hans Gruber inicia su plan para robar 640 millones de dólares en bonos al portador y toma a los empleados de la empresa Nakatomi, incluyendo a Holly, de rehenes. McClane se escapa durante la ronda inicial de instalación de los rehenes y, finalmente, derrota a los terroristas.
Después de los acontecimientos de Die Hard, McClane se traslada a Los Ángeles, donde es ascendido a teniente. Durante este tiempo, McClane parece haberse convertido en un héroe nacional. En la segunda película revela que apareció en la revista People y en televisión, y es descrito por el exmilitar y terrorista Coronel Stuart como "el héroe que salvó a los rehenes de Nakatomi". En Die Hard 2 (1990), que tiene lugar en la Nochebuena del año siguiente, McClane descubre que los mercenarios han tomado el control del Aeropuerto Internacional Dulles en Washington D. C.. Asumen el control de las comunicaciones del aeropuerto y amenazan con provocar accidentes de avión a menos que se cumplan sus demandas. Holly se encuentra en uno de los aviones, lo que hace que McClane, con todos los medios posibles, acabe frustrando el plan de los terroristas.
Por los acontecimientos de la tercera película, Die Hard with a Vengeance (1995), Holly y John McClane se han separado de nuevo y él ha regresado a Nueva York. McClane menciona esta lucha a Zeus Carver (Samuel L. Jackson) mientras intentan saboetar el plan de Simon Gruber (Jeremy Irons), hermano de Hans Gruber, para robar lingotes de oro de la Reserva Federal.
En Live Free or Die Hard (2007) se está celebrando el Día de la Independencia. A McClane se le asigna custodiar a un hacker llamado Matt Farrell (Justin Long) para llevarlo ante el FBI. Sin embargo, pronto descubre que un grupo de terroristas están llevando a cabo una ciberamenaza inhabilitando la infraestructura del país (incluidas las centrales eléctricas, luces de tráfico, transporte, y los mercados financieros). McClane y su esposa están divorciados y además su hija, Lucy (Mary Elizabeth Winstead), no se habla con él. Durante el transcurso de la película, Lucy es secuestrada por los terroristas como ventaja frente a McClane. Las acciones anteriores de McClane parecen casi olvidadas, ya que Farrell no tenía conocimiento de su pasado y McClane es un tanto escéptico sobre lo que hizo. Los dos luchan contra los terroristas y después de acabar con ellos, McClane y su hija acaban por reconciliarse.
Reaparecerá en A Good Day to Die Hard (2013), esta vez en un viaje a Rusia donde de nuevo vuelve a estar en el peor momento y en el sitio menos adecuado. Su hija Lucy le deja en el aeropuerto advirtiéndole de que procure "no meter la pata". Se encontrará con su hijo Jack, quien resulta ser un agente secreto en misión especial a Moscú. Ambos se enfrentarán a un ataque terrorista al más puro estilo de McClane, arrasando todo a su paso.

## Familia

### Holly Gennaro
Holly Gennaro (formalmente Holly Gennaro McClane) es la exesposa de John McClane. En el transcurso de la saga su relación se hace más tensa y en la cuarta película ya llevan divorciados desde 1997. Holly es representada en las dos primeras películas por la actriz Bonnie Bedelia.
Cuando Holly se presenta por primera vez en Die Hard, ella trabaja en el Nakatomi Plaza, un rascacielos en Los Ángeles, donde tiene su sede una empresa japonesa. Su matrimonio con John ha estado congelado desde que asumió su nuevo puesto de trabajo y él se negó a trasladarse con ella desde Nueva York. La vida de Holly es en Los Ángeles con sus hijos. Acaban discutiendo sobre por qué Holly decide usar su apellido de soltera en el trabajo, y están separados en la mayoría de la película, mientras que John combate a los terroristas.
En la tercera película es mencionada en una conversación y McClane hace un intento de hablar por teléfono con ella. Ella aún vive en Los Ángeles y todavía está casada con McClane. En Live Free or Die Hard, el ciberterrorista Thomas Gabriel saca los datos de McClane, señalando que está divorciado de Holly McClane.

### Lucy Gennaro-McClane
Nacida en 1982, Lucy McClane es la hija de John. Es interpretada por Taylor Fry en Die Hard y por Mary Elizabeth Winstead en Live Free or Die Hard y A Good Day to Die Hard. Su primera aparición es en Die Hard hablando con su madre por teléfono. Tenía siete años.
En Live Free or Die Hard, le dice a su novio que su padre está muerto y usa el apellido de soltera de su madre, llamándose así Lucy Gennaro. Thomas Gabriel la secuestra y usa como ventaja frente a McClane, al igual que McClane hizo con Gabriel y su novia. Durante una escena, coge una pistola y dispara a uno de los terroristas, lanzando la pistola de este a su padre, pero no lo consiguió.
Antes de la cuarta película, Lucy apareció en el videojuego de 2002 Die Hard: Vendetta, donde es miembro de la policía de Los Ángeles.

### John «Jack» McClane, Jr.
Nacido en 1984, hijo de McClane, aparece brevemente en la primera película como un niño pequeño. Es interpretado por Noah Land. En Live Free or Die Hard, Thomas Gabriel se refiere a él por el nombre de "Jack". En los primeros borradores del guion de Live Free or Die Hard, John Jr. fue creado para estar en la película. Aparece de nuevo interpretado por Jai Courtney en la quinta entrega de la saga, A Good Day to Die Hard, esta vez como un agente secreto de la CIA destinado a proteger a un preso político en Moscú. Su padre, ajeno a su profesión y con quien casi no tiene trato, acudirá a la capital rusa para ayudar a su hijo ya que piensa que ha tenido problemas con la justicia. Ambos se encuentran y deberán luchar contra algo más que terroristas.